# 达曼人
达曼人是聚居在中国西藏日喀则市吉隆镇的尼泊尔人后裔，达曼一词在藏语中的理解，“达”为马，“曼”为兵，引申开来就意为“骑兵的后裔”。中国方面对其的称呼经历有“铁匠”、“索巴”、“达玛人”、最后为达曼人的演变，西方则称为喜马拉雅山民。
达曼人普遍认为他们的祖先是于18世纪末期从尼泊尔迁到吉隆镇一带，至今已有六、七代。2003年，达曼人始被列入中国国籍，民族成分归为藏族下的一个支系。

## 历史
1792年，清朝与尼泊尔王国发生廓爾喀之役后，数百名廓尔喀士兵滞留西藏，并定居在中国与尼泊尔边境。达曼人认为，他们是尼泊尔廓尔喀士兵的后裔，因为历史原因滞留边境。达曼人聚居的吉隆镇全镇辖11个行政村，共876户，3423人，全镇除充堆村（即现达曼村）之外均为藏族。达曼人没有国籍，没有牧场、土地等生产资料，只能靠打铁或帮助藏族耕种、放牧、干杂活等，居无定所、生活贫困，没有保障、无法上学。2000年前，35户达曼人中，19户借居、16户有私有房屋，这16户有房户中，其最大房子建筑面积不到40平方米，最小的仅为十几平方米，其人均居住面积仅2.84平方米。
2001年，日喀则市政府人员走访吉隆县吉隆沟时，发现了无户口、无国籍、无房产的达曼人，自此，达曼人问题进入西藏自治区人民政府视野，各级政府部门就此展开工作。2003年5月26日，经中华人民共和国国务院批准，47户86名达曼人被加入中国国籍后，前后共计190名达曼人成为中国公民，结束了长达百年的“漂泊史”。而2003年以前，达曼人未获得中国国籍时，达曼人既不属于尼泊尔，也不属于中国，他们散居于吉隆镇萨拉、吉普、扎村、乃村一带，住房为石垒矮房，或寄居于当地藏民的牛圈羊圈中。
2004年，西藏自治区兴边富民项目投资147万元，为达曼村修建了总建筑面积3846平方米的新住房。同年，中国政府也让达曼人拥有了属于自己的耕地，2004年开垦荒地约53亩，平均分配给197人。
2005年，中国投资125.5万元，于同年5月4日开工，在距离吉隆镇3.5公里的一片开阔地上建成达曼新村，设立达曼村委，达曼人迁入新居，获得当地户籍，并拿到了属于自己的身份证和户口本。2008年，达曼人获得中华人民共和国二代居民身份证，民族成分为藏族。2010年，为便于管理，“达曼新村”降为村小组，与附近冲堆藏族村组成新村委：冲堆村委。
2011年9月18日錫金地震后，达曼人的房屋已全成危房，无法居住，2012年春节过后，当地政府给达曼人在村前搭建防寒帐篷，全村迁入帐篷居住。后经吉隆县党委、政府研究决定，每户投资12万元，共投入564万为达曼村整村重建，2012年4月开工，共修建房屋47栋，每户建筑面积90.49平方米，此外还做了道路硬化、牛棚修建、修建广场，安装太阳能路灯等工作，改善了村容村貌。2015年4月尼泊尔地震后，中国又投入资金对达曼村的房屋进行了灾后重建。
2018年，吉隆县委、县政府投资三百万元实施了达曼村民族手工艺展示和培训基地建设，成立了专业合作组织，并于2019年7月成立劳务输出专业合作社与生态岗位合作社，传承和发扬达曼人传统打铁工艺，培育支柱产业，助力达曼人脱离贫穷。截至2018年底，达曼村村民人均纯收入超过了一万元人民币。截至2021年，达曼村共有59户、194人，其中低保户32户、105人，占总人口的55%，全村中专学历2人、初中学历21人、小学学历13人，文盲占全村人口的64%。

## 族源研究
在实地调查中，几乎所有成年的达曼人都认同自己的先辈来自尼泊尔。关于达曼人的族源，民间与学术界暂未有结论，现主要有三种说法，分别是出走说、骑兵后裔说以及逃荒说。

### 出走说
该说法认为，达曼人原本属于尼泊尔打铁部落的一支，后来尼泊尔那边的人不知何种原因抛弃了他们，他们便离开故乡。

### 骑兵后裔说
该说法认为，达曼人的起源与尼泊尔部落之一的廓尔喀人第二次入侵吉隆、聂拉木等地相关。战斗中，一些将士失踪在浩瀚的密林中，其中包括数百余骑兵。此后他们便一直滞留在边境地区，再也没有回到故土。在漫长的岁月中，这些将士与边境地区的尼泊尔人通婚繁衍，据说达曼人就是他们的后裔。但该说法受到塔芒人的反对，因为达曼人的铁匠职业属于尼泊尔社会等级的最底层，塔芒人是不会与其交往、通婚的。

### 逃荒说
该说法认为，达曼人是从尼泊尔那边一路讨饭过来的。

## 文化习俗
达曼人长年与藏族混居，服饰、语言（有达曼人本族语言，但通常用藏语）难以分辨，但是他们有蓝眼睛，高鼻梁、卷头发、皮肤为深棕色，仍保有尼泊尔人的外貌特征。在藏族社会中，人们认定从事屠夫、铁匠、天葬师等特定职业的人群为“黑骨头”，意为血统不纯、不洁净之人，而达曼人以祖传打铁技艺出名。
达曼人有本族群的语言，但没有文字，达曼人敬畏鬼神，曾有用动物血和肉敬奉菩萨的“达晒节”（举于每年藏历八月初七至八月初十）以祈求来年的平安吉祥的文化习俗，但自2003年入籍后，达曼人慢慢停止过这个节日，如今的达晒节就是达曼人礼佛、玩乐、休息的日子。达曼人在常年寄居生活中，学习了当地藏族的语言、习俗、文化，与藏族同庆藏曆新年（ལོ་གསར，洛薩）、“初巴彩西”、“宁内”等节日。
达曼人的名字里不存在姓氏。
达曼人有新生儿出生3天后家里才给取名的习俗，男孩由父亲取，女孩由母亲取，名字由出生当天藏语里对应星期的称呼来取，如星期一出生的叫“达瓦某某”，星期二出生的叫“米马某某”等。达曼人还有不过生日的习俗。
达曼人的婚姻一直实行一夫一妻制，有三代以内禁止通婚的习俗。
达曼人去世后实行水葬、布施给鱼，仪式中过程简单，不请僧人颂经，出殡日期由观天象、星象得出，而不是占卜算卦。达曼人长者认为，从家里抬走尸体举办丧事时，死者的头部若正对着天上最大星星，会给整个村的达曼人带来不吉利。